# Coen van Vlijmen
Coen van Vlijmen (Nieuw-Vennep, 5 maart 1970) is een Nederlands acteur.
Van Vlijmen was in de jaren negentig verbonden aan het Ro Theater. Hij speelde in reclamespotjes op radio en televisie. Sinds 2000 werkt hij ook als auteur en producent. In vijf theaterstukken, een televisieserie en een speelfilm geeft hij sinds 2006 zijn visie op een modern Europa. Hij baseert zich hierbij op het leven van Napoleon Bonaparte. Van Vlijmen woont in Rotterdam.

## Rollen (selectie)
- De regels van Floor (2019-2020) - leraar Meerzoek
- Meester Kikker (2016) - student
- Madame Mère (2014) - Mariuz
- Hoorspel Mevrouw Nederland deel 2 (2013) – Victor, zoon van Mevrouw Nederland
- Hoorspel Mevrouw Nederland deel 1 (2012) – Victor, zoon van Mevrouw Nederland
- Napoleon, de gehangene (2011) – Napoleon
- Gestolen Uren (telefilm) (1996) – Steven
- Filmpje! (1995) – Albert de Rooij
- Link (1992) – Ricky Vergeer (alle afleveringen)
- Het Oude Noorden (1992) – Victor Ottevanger (alle afleveringen)
- 1000 Millibar (1990) – presentator (alle afleveringen)
- Platzak (1990) – Presentator (alle afleveringen)